# Pentazin
En Pentazin är organisk förening med summaformeln CHN5. Dessa består av en bensenring där fem av kolatomerna har ersatts av fem kväveatomer. 